# Noll (Familienname)
Noll ist ein deutscher Familienname.

## Namensträger
- Alexander Noll (* 1960), deutscher Politiker (FDP)
- Alexandre Noll (1890–1970), französischer Holzbildhauer und Möbeldesigner
- Alfred Noll (Mediziner) (1870–1956), a.o. Professor für Physiologie in Jena
- Alfred Noll (Rennfahrer), deutscher Rennfahrer
- Alfred Noll (Agrarwissenschaftler) (1906/1907–1997), deutscher Agrarwissenschaftler, Phytopathologe und Maler
- Alfred J. Noll (* 1960), österreichischer Rechtswissenschaftler
- August Noll (1865–1938), deutscher Uhrmacher und Erfinder der Astronomischen Weltuhr
- Chaim Noll (Hans Noll; * 1954), deutsch-israelischer Schriftsteller
- Christina Noll (1880–1935), deutsche Politikerin (SPD), MdL Hessen
- Christine Noll Brinckmann (* 1937), deutsche Filmwissenschafterin
- Christoph Anselm Noll (* 1959), deutscher Dirigent, Organist, Cembalist und Musikdozent
- Chuck Noll (1932–2014), amerikanischer American-Football-Spieler und -Trainer
- Conrad Noll (* 1991), deutscher Jazzbassist
- Dieter Noll (Schriftsteller) (1927–2008), deutscher Schriftsteller
- Dieter Noll (Politiker) (1939–2014), deutscher Politiker (CDU)
- Diether Noll (* 1934), deutscher Komponist
- Eleonore Noll-Hasenclever (1880–1925), deutsche Alpinistin
- Emil Noll (* 1978), deutscher Fußballspieler
- Erwin Noll (* 1948), deutscher Bildhauer
- Friedrich Noll (1920–1993), deutscher Politiker (SPD), MdL Schleswig-Holstein
- Fritz Noll (1858–1908), deutscher Botaniker
- Greg Noll (* 1937), US-amerikanischer Surfsportler
- Günther Noll (* 1927), deutscher Musikpädagoge
- Hans Noll (Ornithologe) (1885–1969), Schweizer Ornithologe
- Hans Noll, deutscher Naturbahnrodler
- Heinz-Herbert Noll (* 1949), deutscher Soziologe
- Helmut Noll (1934–2018), deutscher Ruderer
- Ingrid Noll (* 1935), deutsche Schriftstellerin
- João Gilberto Noll (* 1946), brasilianischer Schriftsteller
- Johann Noll (1906–1993), deutscher Politiker (KPD), Oberbürgermeister
- John Francis Noll (1875–1956), US-amerikanischer Geistlicher, Bischof von Fort Wayne
- Josef Noll (1902–1970), deutscher Entomologe und Phytopathologe
- Joseph Noll (1810–1873), deutscher Bürgermeister und Mitglied der Zweiten Kammer der kurhessischen Ständeversammlung
- Kai Noll (* 1964), deutscher Schauspieler
- Karl Noll (1883–1963), deutscher Politiker (Zentrum), MdL Hessen
- Landon Curt Noll (* 1960), US-amerikanischer Mathematiker
- Ludwig Noll (1872–1930), deutscher Mediziner und Anthroposoph
- Mark Noll (* 1946), US-amerikanischer Historiker
- Michaela Noll (* 1959), deutsche Rechtsanwältin und Politikerin (CDU)
- Nahuel Noll (* 2003), deutsch-spanischer Fußballtorwart
- Otto Noll (1882–1922), österreichischer Fußballspieler
- Peter Noll (1926–1982), Schweizer Jurist und Schriftsteller
- Peter Noll (Ingenieur) (* 1936), deutscher Nachrichtentechniker und Hochschullehrer
- Renate Noll-Wiemann (1939–2021), deutsche Anglistin, Literaturwissenschaftlerin und Hochschullehrerin
- Richard Noll (* 1959), US-amerikanischer Psychologe
- Robert Noll (1847–1928), deutscher Fabrikant
- Rudolf Noll (1906–1990), österreichischer Archäologe
- Sabine Noll (* 1968), deutsche Lokalpolitikerin, Bürgermeisterin von Sprockhövel
- Sebastian Noll (* 1975), deutscher Politikwissenschaftler und Hochschullehrer für Sozialmanagement und Sozialwirtschaft
- Shannon Noll (* 1975), australischer Sänger und Songwriter
- Thomas Noll (* 1962), deutscher Kunsthistoriker
- Udo Noll (* 1966), deutscher Medienkünstler
- Ulrich Noll (1946–2011), deutscher Zahnarzt und Politiker (FDP)
- Volker Noll (* 1958), deutscher Romanist
- Walter Noll (Chemiker) (1907–1987), deutscher Chemiker
- Walter Noll (Mathematiker) (1925–2017), deutsch-US-amerikanischer Mathematiker
- Werner Noll (1931–2024), deutscher Finanzwissenschaftler
- Wilhelm Noll (Architekt) (1864–1930), deutscher Architekt
- Wilhelm Noll (Sänger) (1907–1957), deutscher Opernsänger (Bass)
- Wilhelm Noll (Rennfahrer) (1926–2017), deutscher Motorradrennfahrer
- Wulf Noll (* 1944), deutscher Schriftsteller und Essayist